# Mispila venosa
Mispila venosa là một loài bọ cánh cứng trong họ Cerambycidae.